# Oiva Virtanen
Oiva Virtanen, né le 5 août 1929, à Helsinki, en Finlande et décédé le 26 septembre 1992, à Helsinki, en Finlande, est un ancien joueur finlandais de basket-ball.